# Baños de Tajo
Baños de Tajo – gmina w Hiszpanii, w prowincji Guadalajara, w Kastylii-La Mancha, o powierzchni 28,28 km². W 2011 roku gmina liczyła 19 mieszkańców.